# Lovesick
«Lovesick» es el segundo sencillo de la cantante estadounidense Emily Osment, de su álbum debut Fight or Flight.

## Información
El sencillo fue lanzado en las radios el 19 de octubre de 2010.

### Lista de canciones
CD Sencillo
1. Lovesick

Descarga digital
1. Lovesick

Descarga digital
1. Lovesick (Elder Jepson Remix)

Descarga digital
1. Lovesick
2. Lovesick (The Elder Jepson Remix)
3. Lovesick (Prince Villiam Remix)
4. Lovesick (Coltman Remix)

Maxi-Single/Promo
1. Lovesick - 3:25
2. Lovesick (Coltman Remix) - 5:44
3. Lovesick (Elder Jepson Remix) - 4:23
4. Lovesick (Prince Villiam Remix) - 3:36
5. Lovesick (Instrumental) - 3:27

## Video musical
Osment, a través de su cuenta de Twitter, anunció que estuvo grabando el video musical el 12 de noviembre de 2010. Días después publicó un concurso de fotos para aparecer en el "fan video", publicado el 15 de diciembre del mismo año. El detrás de escenas fue mostrado el 17 de diciembre de 2010 y anunció la fecha del lanzamiento oficial del video, 14 de enero de 2011, sin embargo el video fue filtrado el 31 de diciembre de 2010. El video fue lanzado digitalmente en iTunes el 18 de enero de 2011.

## Posicionamiento
| Listas (2010 - 2011)                  | Posición |
| ------------------------------------- | -------- |
| WABB-FM/Mobile, AL (Top 40)           | 28       |
| WKSZ-FM/Appleton-Oshkosh, WI (Top 40) | 27       |
| iTunes Canadá                         | 26       |
| iTunes Canadá Pop Songs               | 20       |
| iTunes Reino Unido                    | 25       |
| iTunes Reino Unido Pop Songs          | 18       |
| iTunes Irlanda                        | 66       |
| iTunes Irlanda Pop Songs              | 39       |
| Canadian Hot 100                      | 66       |
| UK Singles Chart                      | 57       |
| iTunes UK                             | 25       |